# Tubo pluviale

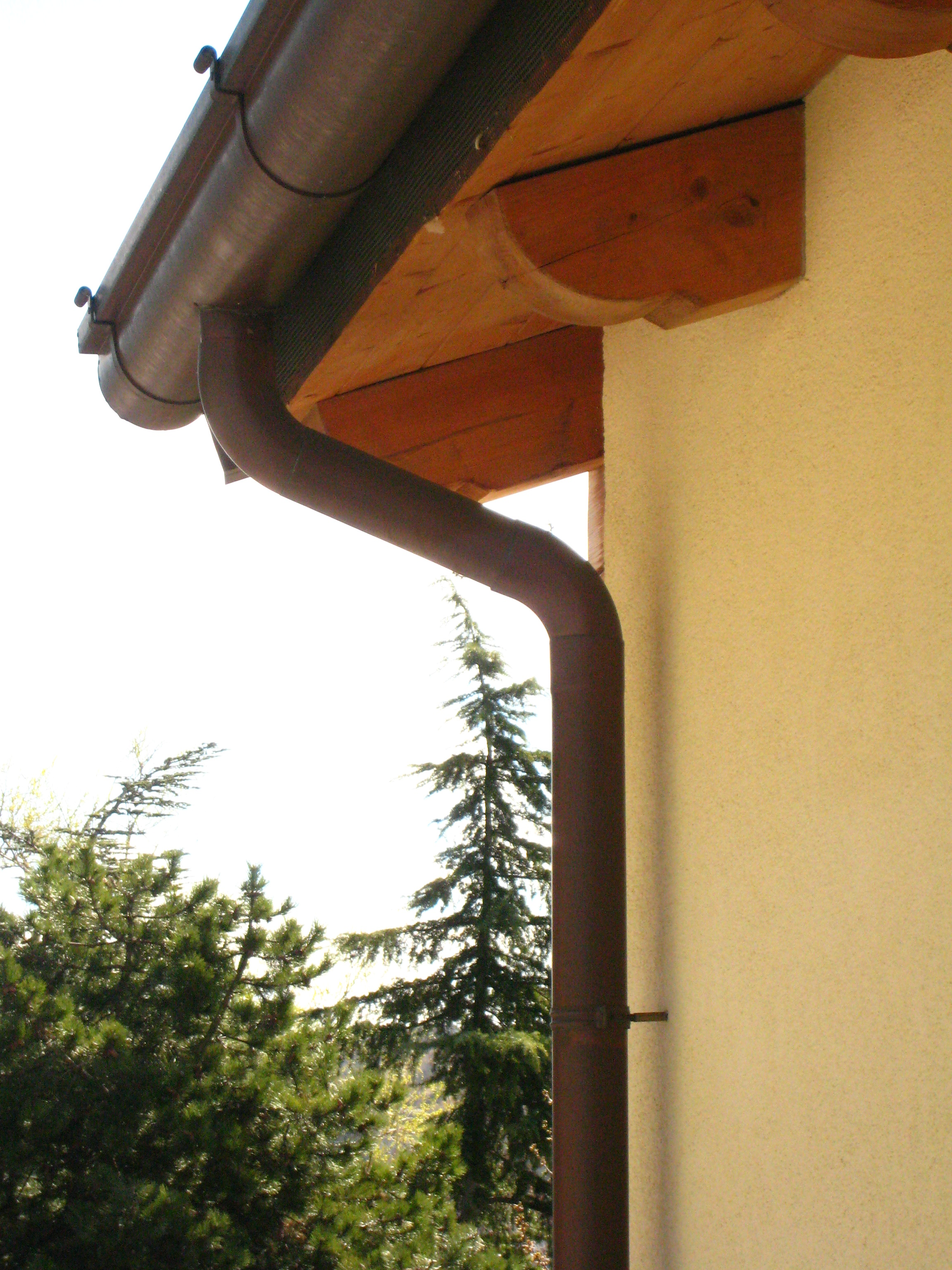
La discesa del pluviale dalla grondaia

Il tubo pluviale (anche solo pluviale) è un tubo che, collegato alla grondaia, è parte integrante dei sistemi di raccolta delle acque piovane.

## Funzione
La pioggia che cade sulla copertura del tetto (tegole o altro) viene fatta cadere all'interno della grondaia dando una pendenza al tetto. Una volta nelle grondaie, l'acqua viene fatta defluire in prossimità degli spigoli oppure ogni 10 metri circa all'interno dei tubi pluviali.
Il diametro degli stessi varia dai 60 ai 120 mm per le comuni abitazioni, tenendo conto che maggiore è la distanza tra i tubi e maggiore dovrà essere il loro diametro. Il sistema di fissaggio è caratterizzato da un collare stretto intorno al tubo, ancorato al muro tramite un tassello o un crossano. Per evitare l'ostruzione da detriti, si scelgono filtri opportuni in base al tipo di impianto. Ad esempio, il filtraggio può essere esterno se operato dai fermafoglie, gabbiette di materiale metallico o plastico poste sull'apertura dei tubi, o interno, se si adottano sistemi di raccolta detriti da installare sulle condotte.

## Materiali

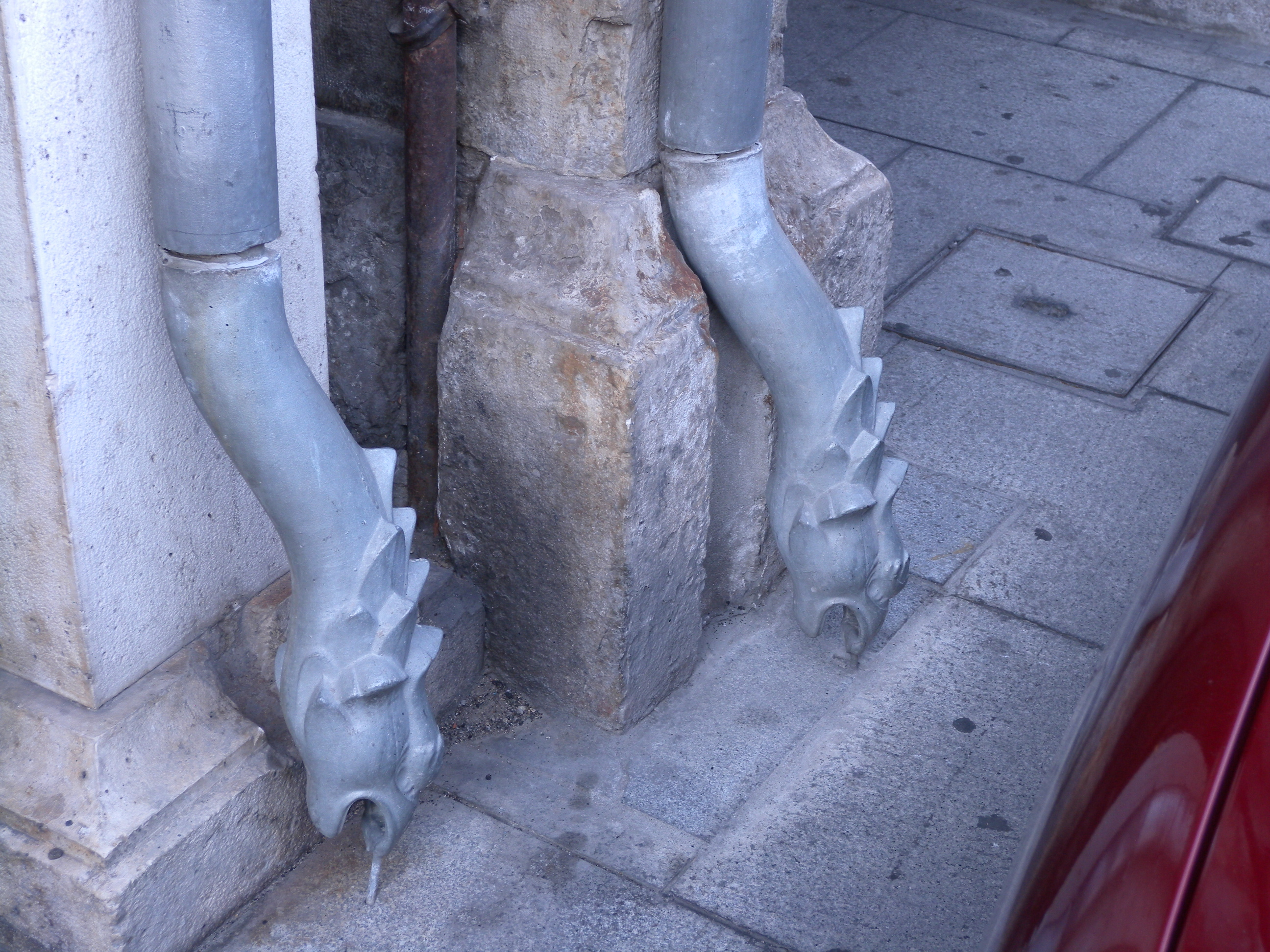
Interpretazione artistica dello scarico del pluviale (Alcalá de Henares)

Secondo la norma UNI 10724 (Sistemi di raccolta di acque meteoriche - Istruzioni per la progettazione e l'esecuzione con elementi discontinui) i materiali generalmente impiegati per i pluviali, le grondaie e i vari accessori sono:
1. acciaio zincato;
2. acciaio inox;
3. alluminio e sue leghe;
4. PVC-rigido;
5. rame;
6. zinco-titanio;
7. lamiera zincata preverniciata;
8. lamiera in alluminio preverniciata.

Solitamente vengono impiegati materiali metallici come rame, acciaio inossidabile o zinco-titanio, quest'ultimo di diffusione più recente.